# Jones Act
Der Jones Act ist ein US-Bundesgesetz, das den Seehandel in den Gewässern der USA und zwischen US-Häfen betrifft. Durch Kabotageregelungen wird der Schiffsverkehr zwischen US-Häfen grundsätzlich auf Schiffe beschränkt, die in den USA hergestellt wurden, US-Staatsangehörigen gehören und von US-Bürgern betrieben werden. Ausländischen Unternehmern ist es auf Grund des „Jones Act“ prinzipiell untersagt, den direkten Transport von Gütern und Passagieren zwischen US-Häfen anzubieten sowie im Ausland gebaute oder erneuerte Schiffe für diesen Zweck zum Verkauf anzubieten oder zu vermieten.
Die Kabotageregelungen des Jones Act haben im Wesentlichen zwei Ziele. Zum einen soll der Handel und Transport von Gütern bzw. Passagieren innerhalb des „Coastwise Trade“ für amerikanische Schiffbauer und Handelsschiffseigner begünstigt werden. Zum anderen soll damit der Erhalt von US-Werftkapazitäten sichergestellt werden, die in Krisen- oder Kriegszeiten einen erhöhten Schiffsbedarf der USA decken können sollen.
Im Zusammenhang mit der Beschaffung von Tankflugzeugen durch die Air Force gab es Überlegungen, den Jones Act auf den Luftfahrzeugbereich auszudehnen. Das Thema wurde vom Kongress nicht weiter verfolgt.

## Allgemeines
Der Jones Act bezeichnete ursprünglich Artikel 27 eines 1920 erlassenen US-Bundesgesetzes mit dem Titel Merchant Marine Act. Der Merchant Marine Act sollte den Aufbau und Erhalt einer US-Handelsflotte fördern. Die Federführung für die Erarbeitung des Merchant Marine Act 1920 hatte der Handelsausschuss des US-Senats. Dessen damaliger Vorsitzende war der republikanische Senator Wesley L. Jones. Der Jones Act fand sich zwischenzeitlich in § 883 der Anlage zum United States Code Nr. 46 und ist nunmehr in 46 U.S. Code, Subtitle V (merchant marine), Chapter 551 („coastwise trade“,  § 55101 ff.), enthalten.
Der Jones Act ist ein Kabotagegesetz. „Kabotage“ ist das Recht eines Transportunternehmens, seine Dienste auch in anderen Ländern als im Heimatland erbringen zu dürfen (insbesondere im Güterfernverkehr). Durch ein Kabotagegesetz werden entsprechende ausländische Dienstleistungen geregelt. US-Kabotagegesetze, die der Einführung des Jones Act im Jahre 1920 vorausgingen, waren:
- der Navigation Act of 1817,
- der Navigation Act of February 15, 1893 und
- der Navigation Act of February 17, 1898[3].

Die Kernaussage des Jones Act lautet:
Den Grund für die Einführung des Jones Act beschreibt § 816 U.S.C. 46 App. wie folgt:

## Gründe für die Einführung des „Jones Act“
Im Jahre 1919 begann das Senate Committee on Commerce unter Senator Wesley L. Jones, an einer Änderung der National Maritime Laws zu arbeiten. Diese Überarbeitung wurde durch die Erfahrungen der USA während des Ersten Weltkriegs ausgelöst: Als die am Krieg beteiligten Staaten begannen, ihre Handelsschiffe für militärische Einsätze zu nutzen, entstand für die USA ein Mangel an zivilen Seetransportkapazitäten. Hieraus ergab sich für die USA die Erkenntnis, dass es zu riskant war, sich im Bereich des Seetransports nur auf ausländische Kapazitäten zu verlassen. In der Folge wurde ein umfangreiches Schiffbauprogramm initiiert. Es führte bis zum Ende des Ersten Weltkrieges (November 1918) allerdings nur zu wenigen Schiffsauslieferungen. Erst nach 1918 kam es zu einem Aufschwung, der jedoch nur von kurzer Dauer war.
1920 verkauften die USA 450 Handelsschiffe und 92 Kriegsschiffe. Dieses hohe Niveau konnte angesichts der wirtschaftlich schlechten Lage in Europa sowie der durch den Krieg verursachten hohen Verschuldung der europäischen Staaten nicht gehalten werden. Nach 1920 sank der Absatz an US-Schiffen wieder deutlich (1921 verkauften die USA nur noch 138 Handelsschiffe und 40 Kriegsschiffe.) Dennoch ging der US-Kongress davon aus, die wirtschaftliche Schwäche Europas für weitere Schiffsexporte nutzen zu können. Er wollte mit dem Jones Act die internationale Abhängigkeit von amerikanischen Schiffen und den von ihnen transportierten Gütern dauerhaft verfestigten. Da bei dieser Einschätzung die tatsächliche Wirtschaftslage verkannt wurde und sich das angestrebte Ziel nicht realisieren ließ, hätte der Jones Act grundsätzlich aufgehoben werden können. Dies verhinderte jedoch die in den 1930er und 1940er Jahren verbreitete Überzeugung, mit dem Jones Act amerikanische Werften vor internationaler Konkurrenz schützen zu können. Diese stützte sich vor allem auf das Defizit der US-Schiffbauindustrie in der Zeit zwischen den Weltkriegen und kurz nach dem Ende des Zweiten Weltkriegs Schiffe in vergleichbarer Qualität und größerer Stückzahl zu niedrigeren Preisen als in ausländischen Werften bauen zu können. Qualifizierte Arbeitskräfte als auch Rohstoffe waren günstiger und umfangreicher außerhalb der USA vorhanden. Zur Korrektur des Wettbewerbsnachteils wurde am Jones Act festgehalten.

## Voraussetzungen, Geltungsbereich und Rechtsfolgen der Kabotageregelungen des Jones Act

### Räumlicher Geltungsbereich
Der Jones Act gilt für Transportleistungen zwischen US-Häfen. sowie im Bereich der US-Küstengewässer. Er gilt damit auch, wenn Waren auf See umgeladen werden, etwa beim „offshore lightering“, dem Umladen des von Supertankern transportierten Rohöls auf kleine Shuttle-Tanker.
In den Geltungsbereich des Jones Act fallen gemäß dem Outer Continental Shelf Lands Act von 1953 (OCSLA) auch Installationen außerhalb des Hoheitsbereichs, die fest oder vorübergehend mit dem Meeresgrund verbunden sind und der Entdeckung, Untersuchung oder Förderung von Rohstoffen auf dem Festlandsockel dienen, sofern ihn die USA für sich reklamiert haben. Damit werden vom Jones Act alle Transporte zu und von Öl- oder Gasbohrförder- und -produktionsanlagen sowie anderen US-Installationsanlagen, die zumindest vorübergehend fest mit dem Meeresboden verbunden sind, erfasst.
Nicht in den Geltungsbereich des Jones Act fällt die karibische Inselgruppe der Virgin Islands.

### Sachlicher Geltungsbereich
Der Jones Act bezieht sich auf den Transport von Gütern oder Personen. In der Supreme-Court-Entscheidung Interstate Commerce Commission (ICC) v. Brimson wird der Begriff „Transportation“ als „the movement of good or persons from one place to another, by a carrier” definiert. Die Definition des Begriffs “goods” ist weit gefasst und umfasst auch vom Meeresboden geförderte oder gehobene Materialien sowie wertloses Material und Abfall. Der Jones Act gilt auch für die Müllverbrennung gefährlicher Stoffe auf hoher See und den Transport von Post auf dem Seeweg.

### Rechtsfolgen der Kabotageregelungen des Jones Act
Ein Schiff, das sich im räumlichen Geltungsbereich des Jones Act bewegt, muss in den USA gebaut worden sein, unter US-Flagge fahren und im Eigentum von Personen stehen, die Staatsangehörige der USA sind. Durch den Merchant Marine Act von 1936 wurde zudem festgelegt, dass der Kapitän, alle Offiziere, Lotsen, Ingenieure und Schiffsärzte sowie 75 v.H. der „unlicensed crew“ (Besatzungsmitglieder, die nicht Offiziere sind) US-Bürger sein müssen. Die Schiffsbesitzer könnten damit 25 v.H. der Besatzung aus einem Personenkreis ohne US-Staatsbürgerschaft rekrutieren. Durch Abkommen mit Gewerkschaften verzichteten die Schiffsbesitzer auf dieses Recht.

### Ausnahmen von den Vorschriften des Jones Act
Ausnahmen sind möglich „… in the interest of national defense …“. Ausnahmegenehmigungen werden allerdings nur für maximal sechs Monate erteilt. Bevor sie erteilt werden, prüft die U.S. Maritime Administration (Teil des US-Verkehrsministeriums, Department of Transportation) alternative Transportmöglichkeiten durch US-Schiffe.
Ein Sonderfall war die internationale Katastrophenhilfe nach dem Hurrikan Katrina. Statt einzelfallbezogene Ausnahmegenehmigungen zu erteilen, setzte das Ministerium für Innere Sicherheit der Vereinigten Staaten (Department of Homeland Security) zwischen dem 1. und 19. September 2005 die einschränkenden Regeln der US-Kabotagegesetze aus. Im Rahmen der Katastrophenhilfe durften ausländische Schiffe daraufhin Öl, Benzin und Gas zwischen US-Häfen transportieren. Hierdurch konnte die Versorgung der durch den Hurrikan betroffenen Gebiete mit Gütern aus anderen Teilen der USA sichergestellt werden.
Nach Hurrikan Harvey and Hurrikan Irma lockerte die Regierung Trump den Jones Act für Hilfsmaßnahmen.
Nach dem Hurrikan Maria lehnte US-Präsident Trump es mit Verweis auf Arbeitsplätze in der US-Transportindustrie zunächst ab, den Jones Act zu lockern.  Nach mehreren Tagen öffentlicher Kritik lockerte Trump ihn am 28. September 2017 für 10 Tage.

### Praktische Lösungen
Reeder versuchen zumeist die Rechtsfolgen des Jones Act zu umgehen. Der Transport von Alaskaöl von der Stadt Valdez am Prince William Sound im US-Bundesstaat Alaska nach San Francisco in Kalifornien fällt unter den Jones Act. Reeder, die die Rechtsfolgen vermeiden wollen, lassen ihre Schiffe einen Zwischenstopp in Vancouver, einer Stadt im Südwesten von British Columbia an der Westküste Kanadas, einlegen. Schiffe, die aus dem Golf von Mexiko an die US-Ostküste fahren, legen dazu einen Halt auf Kuba ein. Passagierschiffe, die entlang der Ostküste der USA unterwegs sind, entziehen sich dem Jones Act durch die, auch bei den Passagieren beliebten, „Stopovers“ auf den Bahamas.
Die Reeder der American Seafoods Company versuchten von 2012 bis 2023 mit der Bayside Canadian Railway die Regelungen des Jones Act zu nutzen.

## Deliktsrechtliche Regelungen im Jones Act
Der Jones Act regelt nicht nur die Kabotage in US-Gewässern bzw. zwischen US-Häfen. Er enthält auch Vorschriften zu delikts- und arbeitsrechtlichen Ansprüchen von Besatzungsmitgliedern und legt das Verfahren zur Durchsetzung der zivilrechtlichen Ansprüche gegen den Arbeitgeber fest. Hierzu wurden Regelungen, die bereits für Eisenbahnmitarbeiter bestanden, auf Schiffsbesatzungsmitglieder übertragen. Erfasst werden Verletzungen bei der Arbeit aufgrund von mindestens Fahrlässigkeit des Arbeitgebers, des Kapitäns oder der übrigen Besatzung.
§ 668(a) des Titels 46 App. U.S.C. lautet:
Die für einen Common-Law-Rechtskreis übliche Praxis der Rechtsfortbildung durch forensische Praxis gilt auch für den Jones Act. So wurde etwa im Fall Chandris, Inc., v. Latsis durch den US-Supreme Court entschieden, dass jeder Arbeiter als Seemann im Sinne des Jones Act gilt, der im Rahmen seiner Anstellung mehr als 30 v.H. seiner Arbeitszeit als Schiffsarbeiter auf schiffbaren Gewässern verbringt. Er kann Schadensersatzansprüche nach dem Jones Act geltend machen.

## Die Vereinbarkeit der Kabotageregelungen des Jones Act mit internationalem Wirtschaftsrecht
Die Kabotageregelungen des Jones Act können zwar als protektionistische Handelsbeschränkungen aufgefasst werden, stehen aber im Einklang mit internationalem Wirtschaftsrecht. Im Hinblick auf die GATT-Vereinbarungen von 1947 und 1994 (heute WTO) konnten sich die USA nämlich jeweils auf Ausnahmeregelungen berufen. Handelsliberalisierende Maßnahmen auf der Basis von OECD-Vereinbarungen scheiterten bislang auch am Willen der USA, die entsprechenden Dokumente zu ratifizieren.

### General Agreement on Tariffs and Trade (GATT) von 1947 und 1994
Der Ausschluss ausländischer Schiffe von Kabotagen in den USA verstieß zwar grundsätzlich gegen die allgemeinen Zoll- und Handelsabkommen von 1947 und 1994, jedoch war der Verstoß gerechtfertigt. Im Hinblick auf den Verstoß gegen Artikel III und XI des GATT 1947 beriefen sich die USA auf eine als „Grandfather Clause“ bezeichnete Ausnahmeregelung. Eine solche Klausel enthielt Absatz 1 (b) des „Protocol of Provisional Application of the GATT“ vom 30. Oktober 1947. Darin hieß es, dass der Teil des GATT 1947, der die Artikel III und XI enthielt, nur anwendbar sei:
„… to the fullest extend not inconsistent with existing legislation“.
Da der Merchant Marine Act 1920 bereits vor dem Abschluss des 1947er Protokolls in Kraft getreten war, galt die Kabotageregelung des Jones Act damit zunächst fort.
Auch im Hinblick auf das GATT 1994 (im Zuge der Uruguay-Runde waren die Artikel III und XI des GATT 1947 in Teil II des GATT 1994 übernommen worden) beriefen sich die USA auf eine Ausnahme für ihre Kabotageregelungen, nachdem in Ziffer 3 des GATT 1994 festgelegt worden war:
The provisions of Part II of GATT 1994 shall not apply to measures taken by a Member under specific mandatory legislation, enacted by that Member before it became a contracting party to GATT 1947, that prohibits the use, sale or lease of foreign-built or foreign-reconstructed vessels in commercial applications between points in national waters or the waters of an exclusive economic zone.
Erst bei einer Verschärfung des Jones Act könnten sich die USA nicht mehr auf Ziffer 3 des GATT 1994 berufen:
If such legislation is subsequently modified to decrease its conformity with Part II of GATT 1994, it will no longer qualify for coverage under this paragraph.

### Beschränkung des Jones Act durch die OECD
Beschränkungen der Kabotageregelungen des Jones Act durch OECD-Vereinbarungen scheiterten bislang am Willen der betroffenen Staaten die Übereinkommen zu ratifizieren. Verhandlungen über die Wettbewerbsbedingungen im Schiffbau begannen 1989 (zwischen Finnland, Japan, Südkorea, Norwegen, Schweden, der EG und den USA). Am 21. Dezember 1994 wurde das „Agreement Respecting Normal Competitive Conditions in the Commercial Shipbuilding and Repair Industry“ endverhandelt. Es enthielt Regelungen zu Subventionen und Dumping, die sich an entsprechenden WTO-Vorschriften orientierten, jedoch speziell auf den Schiffbaubereich zugeschnitten waren. Das Abkommen sollte zum 1. Januar 1996 in Kraft treten, wurde jedoch nur von der EG, Norwegen und Südkorea ratifiziert.
Im Dezember 2004 paraphierten die USA, die EU, Finnland, Japan, Südkorea, Norwegen und Schweden ein neues „OECD Shipbuilding Agreement“. Es hatte, ähnlich der Vereinbarung aus 1994, die Abschaffung aller direkten und indirekten Subventionen im Schiffbausektor zum Ziel. Jedoch wurde das Abkommen nur von der EU, Korea, Japan und Norwegen ratifiziert. Der Kongress stimmte dem Beitritt der USA nicht zu. Dies diente in Europa als Begründung für die Verlängerung von Schiffbaubeihilfen.

## Diskussion
Gegner der Kabotageregelungen des Jones Act stellen dessen Wirksamkeit und Wirtschaftlichkeit in Frage. Sie argumentieren, dass der Jones Act zu höheren Kosten im Seetransport geführt habe und damit letztlich nur der Eisenbahngüterverkehr (auch für großvolumige Transporte) gefördert wurde. Durch die Subventionierung von US-Werften seien Steuergelder verschwendet worden. So seien im Jahre 1980 für den Transport von 2,3 Mio. t ausländischer Güterfracht auf US-Schiffen Subventionsmittel i. H. von 71,4 bis 78,6 Mio. US$ aufgewandt worden. Aufgrund des Jones Actes sei in den USA die Entwicklung neuer Schiffstypen (etwa von Containerschiffen) vernachlässigt worden. Zurzeit liege der Arbeitsschwerpunkt der US-Schiffbauindustrie bei der Instandhaltung bereits bestehender Schiffe und Schiffstypen. Ferner hätten sich die Werften auf den durch den Jones Act gewährten staatlichen Schutz verlassen und seien heute nicht mehr international wettbewerbsfähig. Schließlich käme es in den USA wegen der hohen Schiffsherstellungskosten nur zu einem zögerlichen Austausch älterer Schiffe.
Aus der Sicht der Befürworter spricht für die Beibehaltung des Jones Act, dass er Versorgungssicherheit gewähre und dazu beitrage, dass Werftschließungen verhindert werden konnten (aufgrund des Jones Act seien von 1953 bis 1983 mehr als 300 Schiffe für den Handels- und Passagierverkehr zwischen US-Häfen gebaut worden). Er entspräche der Subventionspraxis ausländischer Staaten und schütze vor vergleichbaren ausländischen Praktiken (auch andere Staaten regulierten die Kabotage und gewährten nationalen Unternehmen Vorteile, die auf dem freien Markt nicht zur Verfügung stünden). Ferner schütze der Jones Act die nationale Sicherheit, indem er durch den Erhalt einer inländischen Handelsflotte den Transport militärischer oder ziviler Güter in Notfällen oder Krisen sicherstelle. Seine Aufhebung hätte zur Folge, dass Frachtkapazitäten kaum noch unter US-Flagge vorgehalten würden, was den endgültigen Verfall der US-Schiffbauindustrie weiter vorantreiben und damit die nationale Sicherheit gefährden werde. Die Kabotagereglungen stellten sicher, dass es in den USA genügend gut ausgebildete zivile Seeleute ebenso gebe wie technisch versiertes Werftpersonal. Zuletzt gewährleiste er, dass ein US-Schiff im Konfliktfall auch durch feindliche Gewässer zurück in die USA gebracht werde. Dies könne man von einer ausländischen Besatzung nicht erwarten.

## Ausblick
Die Kabotageregelungen verhindern nicht, dass Designs für US-Schiffe im Ausland gekauft werden. Dies gilt auch für Schiffe, die speziell aus Gründen der nationalen Sicherheit beschafft werden. So basieren die beiden Littoral-Combat-Ship-Prototypen der US-Navy auf einem italienischen (Fincantieri) bzw. australischen (Austal) Modell und der Fast Response Cutter der US-Küstenwache auf einem holländischen Muster (Damen).
Das US-Verteidigungsministerium äußerte, Technologie und Produktivität der US-Schiffbauindustrie würden nicht internationalem Standard entsprechen. Aufträge von Reedern, die im inneramerikanischen Schiffsverkehr tätig sind, reichen allein nicht aus, sämtliche US-Werften zu erhalten. Sie sind auf Navy- und US-Coast-Guard-Projekte angewiesen.
Überlegungen zur Übertragung des Jones Act auf den Luftfahrtbereich, wie sie während der Diskussion des Tankflugzeugauftrags der US Air Force (KC-45 vs KC-46) aufkamen, wurden rasch verworfen. Handelsbeschränkungen, wie sie im Jones Act kodifiziert sind, können selbst von einer Wirtschaftsmacht wie den USA nicht erlassen werden, ohne in einer vernetzen Weltwirtschaft auch US-Unternehmen zu schaden (zum Beispiel einem Unternehmen wie Boeing, dessen wirtschaftlicher Erfolg auch auf einem globalen Netz an Zulieferern basiert).
Bestimmte Leistungen, die normalerweise unter die „Kabotageregelungen“ fallen (z. B. Zubringerdienste, Verbringung leerer Container, Baggerarbeiten) können zwischen den Mitgliedstaaten der Europäischen Union und in einigen Fällen sogar innerhalb eines Mitgliedstaates frei erbracht werden. Um die deutlichen Ungleichgewichte zwischen den Akteuren aus der EU und den USA bzw. Kanada zu verringern, unterstützt die Europäische Kommission die Öffnung dieser Tätigkeiten in Nordamerika. Dazu dürfte es nach ihrer Ansicht ausreichen, die geltenden Kabotagevorschriften gezielt zu ändern, anstatt die Öffnung nationaler Kabotageregelungen für die Schifffahrt in Nordamerika mittels des Transatlantischen Freihandelsabkommens (TTIP) und des Umfassenden Wirtschafts- und Handelsabkommens (CETA) zu unterstützen. So forderte es aber beispielsweise die maritime Wirtschaft in Deutschland.
Da es ausländischen Unternehmen grundsätzlich untersagt ist, den direkten Transport von Gütern und Passagieren zwischen US-Häfen anzubieten, sind Linienreedereien wie Maersk oder Hapag-Lloyd über eigene US-Gesellschaften und US-geflaggte Schiffe im US-amerikanischen Markt aktiv.